# Arco di Settimio Severo
L'arco di Settimio Severo è un arco trionfale a tre fornici (con un passaggio centrale affiancato da due passaggi laterali più piccoli), situato a Roma, all'angolo nord-ovest del Foro Romano e sorge su uno zoccolo in travertino, in origine accessibile solo per mezzo di scale.

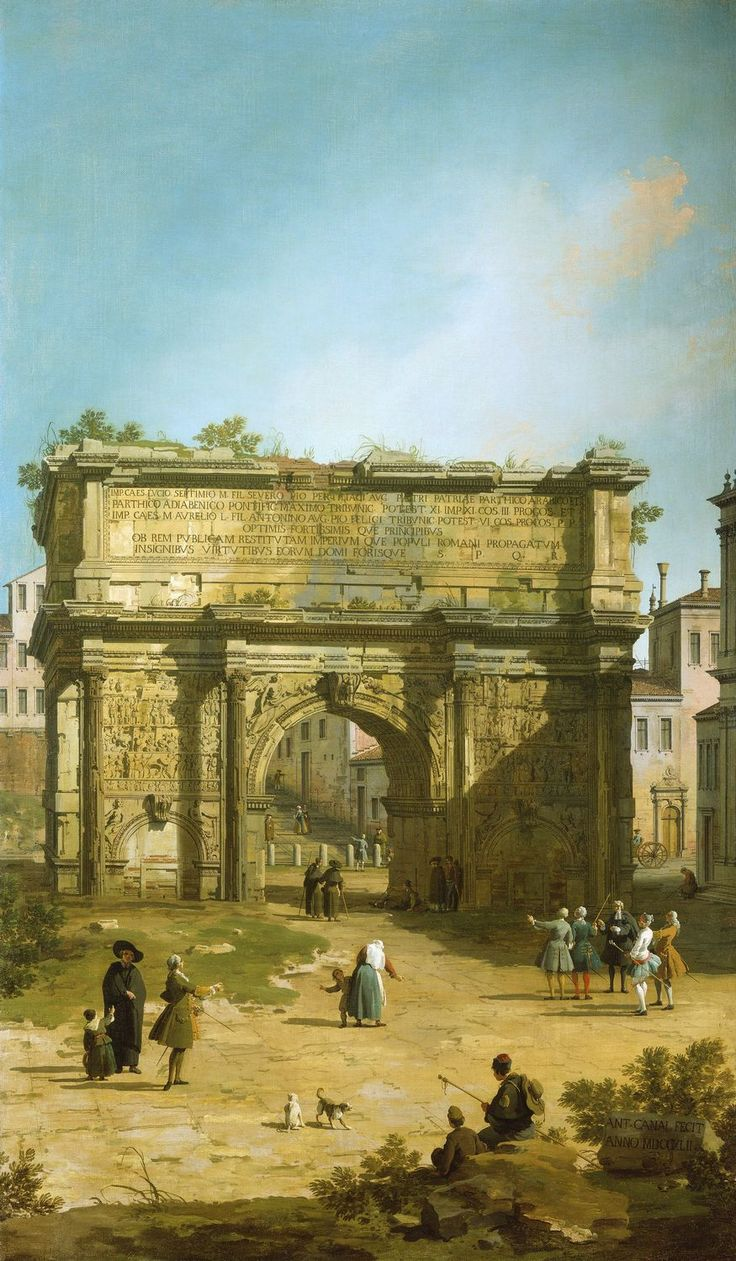
Dipinto del 1742 del Canaletto, oggi parte della Royal Collection

## Storia
Eretto tra il 202 e il 203, fu dedicato dal senato all'imperatore Settimio Severo e ai suoi due figli, Caracalla e Geta per celebrare la vittoria sui Parti, ottenuta con due campagne militari concluse rispettivamente nel 195 e nel 197-198.
L'arco era posto nel Foro a fare da pendant ideale all'arco di Augusto, anch'esso dedicato a una vittoria partica, e con l'arco di Tiberio e il portico di Gaio e Lucio Cesare costituiva uno dei quattro accessi monumentali alla piazza forense storica non percorribile da carri: alcuni gradini sotto i fornici impedivano infatti il passaggio delle ruote.
La sua conservazione si deve al fatto che in epoca medievale vi fosse stata addossata la Chiesa dei Santi Sergio e Bacco al Foro Romano (addirittura il campanile era edificato sull'arco stesso), cui l'arco apparteneva, ed altri edifici sempre collegati alla chiesa, demolita all'inizio del XVI secolo.
L'arco, che era fino al 1700 parzialmente interrato per un terzo, come testimonia una stampa del Piranesi, è stato completamente dissotterrato nel 1804 per iniziativa di Pio VII, e tra gli anni ottanta e novanta del '900 è stato sottoposto ad importanti interventi di restauro.

## Struttura

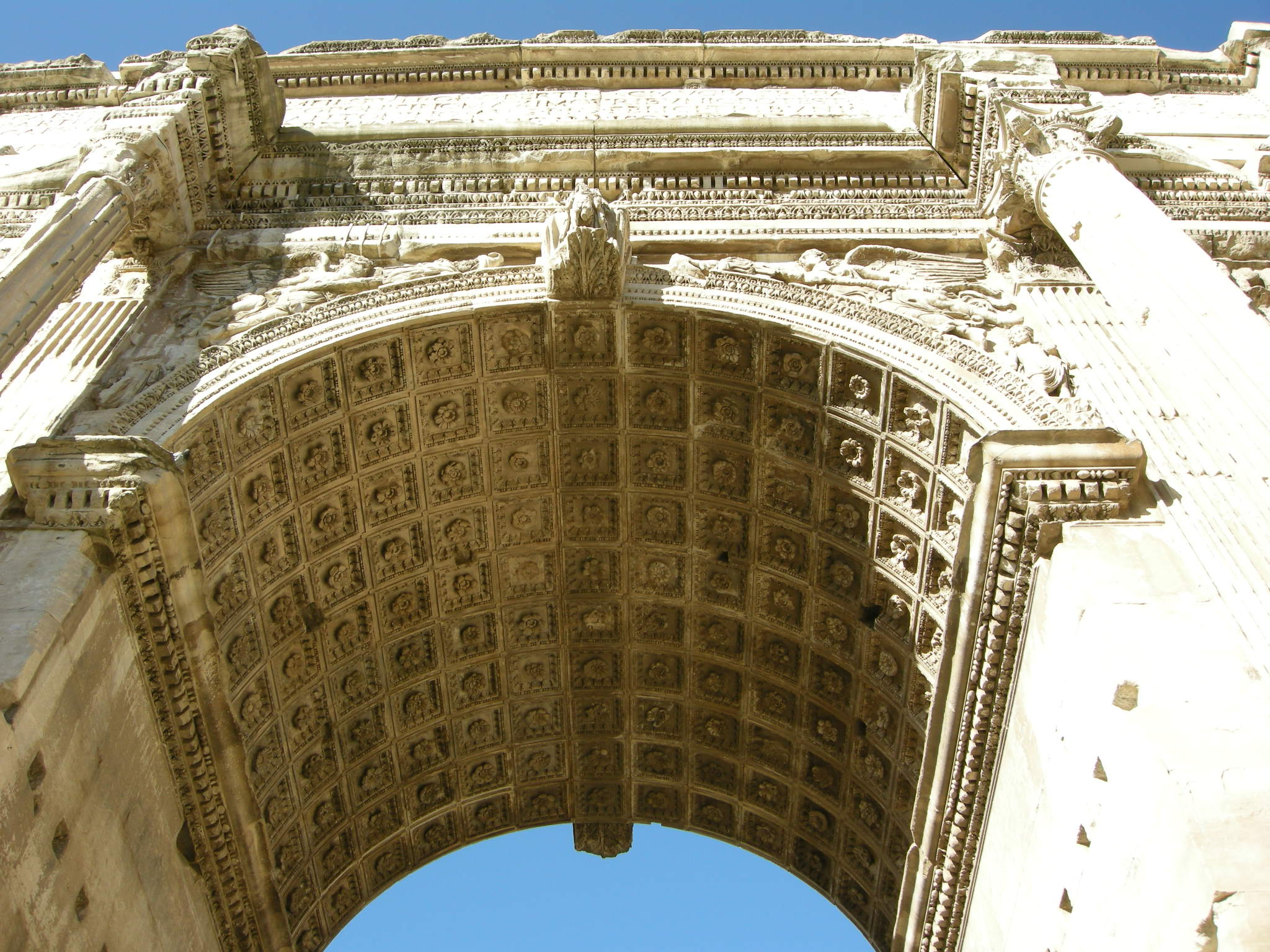
La volta del fornice centrale.

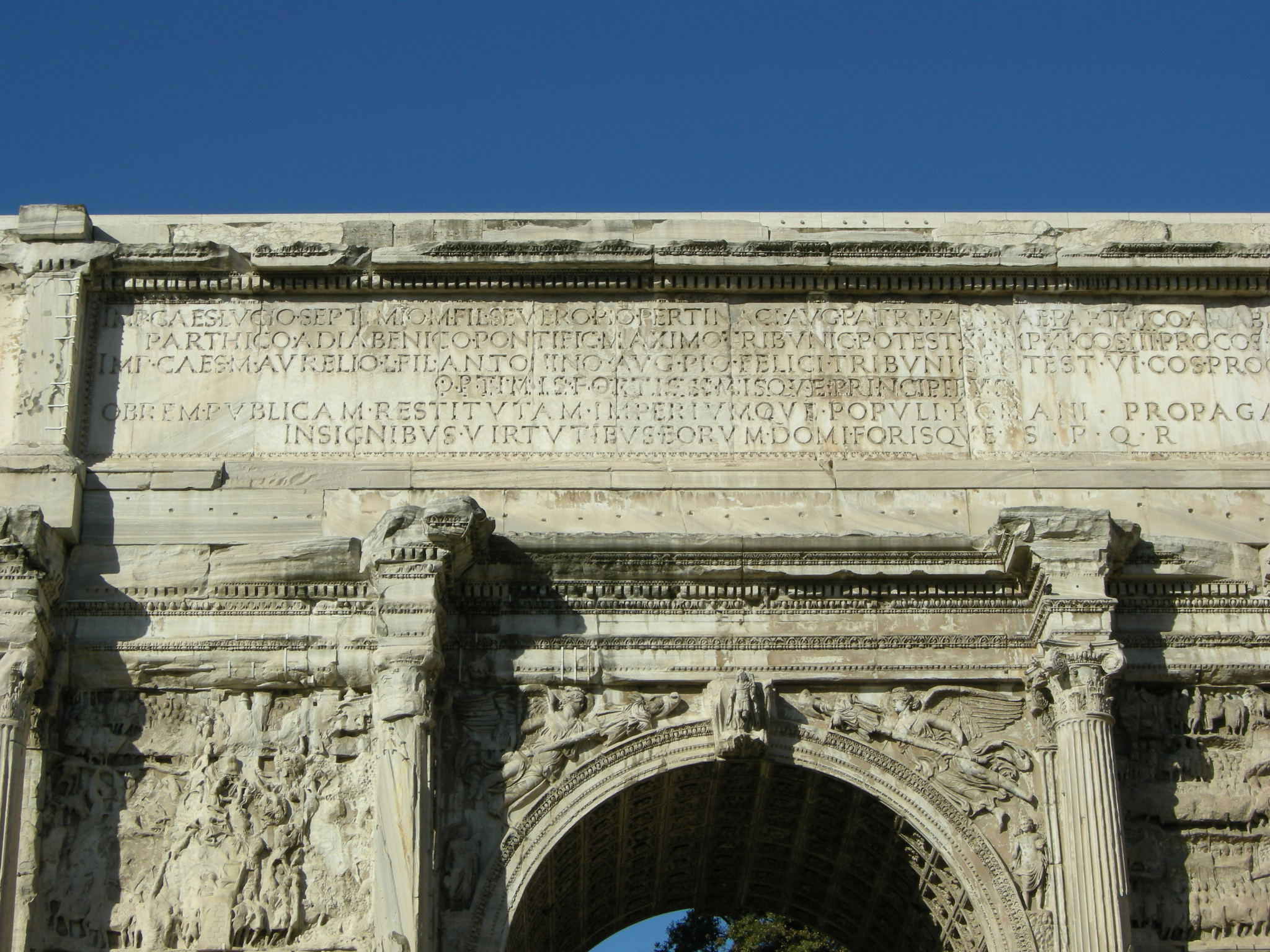
L'iscrizione.

L'arco, alto 26,42 metri, largo 23,27 e profondo 11,2, è costruito in opera quadrata di marmo, con i tre fornici inquadrati sul lato frontale da colonne sporgenti di ordine composito, su alti plinti, scolpiti con Vittorie e figure di barbari. Si tratta del più antico arco a Roma, conservato, con colonne libere anziché addossate ai piloni.
I fornici laterali sono messi in comunicazione con quello centrale per mezzo di due piccoli passaggi arcuati.
Sui due lati dell'alto attico è presente la seguente iscrizione:
(CIL 06 1033)
La quarta riga dell'iscrizione, dove compare patri patriae optimis fortissimisque principibus, sostituisce il testo originario (cui si è potuto risalire tramite gli incavi ricavati per bloccare le lettere metalliche e che era: ET P(ublio) SEPTIMIO L(uci) FIL(io) GETAE NOBILISS(imo) CAESARI) riportante la dedica a Geta e che venne cancellato e sostituito dopo il suo assassinio e la seguente damnatio memoriae.
Sopra l'attico, come raffigurato in alcune monete romane, si trovava la quadriga imperiale in bronzo e gruppi statuari raffiguranti Severo e i suoi figli.

## Il corredo scultoreo

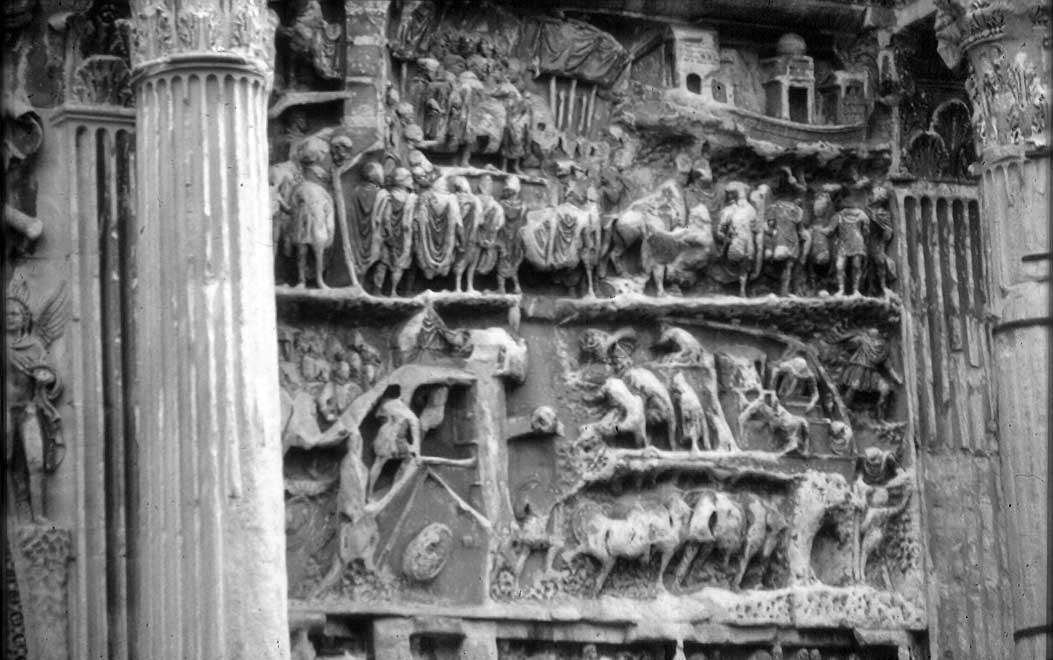
Rilievo dell'Assedio e presa di Ctesifonte, marmo, 4,90x4 m.

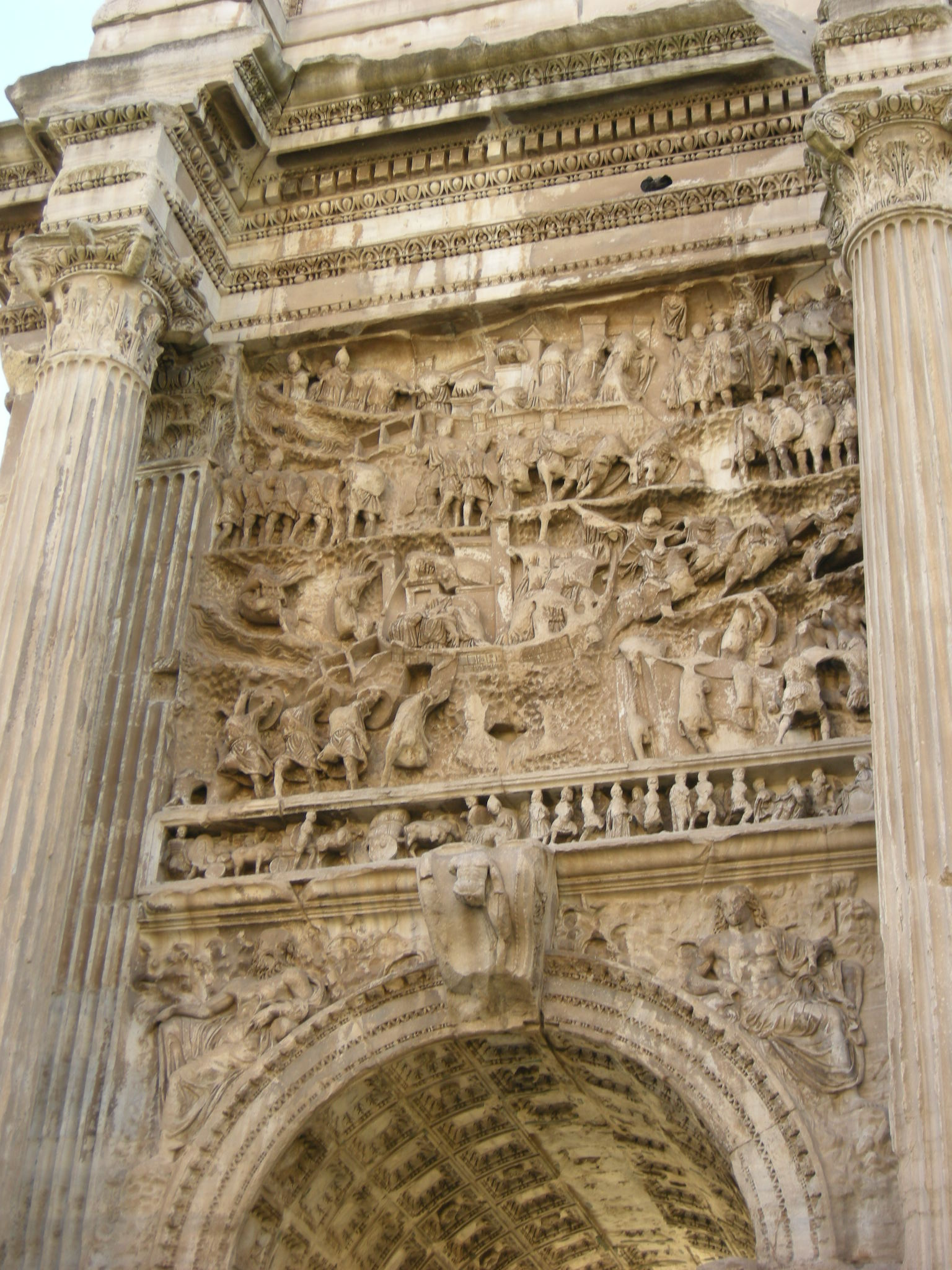
Terzo pannello

I due lati principali dell'arco erano decorati da rilievi. Ai lati del fornice centrale si trovano le consuete Vittorie con trofei, che volano sopra genietti che simboleggiano le quattro stagioni (due per faccia). La cupola del fornice è decorata da rose inserite in un soffitto a cassettoni marmoreo. Sui fornici minori si trovano motivi analoghi a quello contrale, ma le personificazioni rappresentano dei fiumi. Nelle chiavi d'arco sono scolpite varie divinità: Marte, Ercole, Libero, Virtus (forse) e Fortuna. Sui fornici minori corre un piccolo fregio con la processione trionfale scolpita da altissimo rilievo. Sui plinti delle colonne rappresentazioni di soldati romani con prigionieri parti (quattro sulla fronte e due sui lati minori).
Rilevanti, anche dal punto di vista storico, sono i quattro grandi pannelli, in origine probabilmente dipinti, che occupano lo spazio sui fornici minori, dove è scolpita la narrazione delle campagne di Settimio Severo in Mesopotamia, organizzate in fasce orizzontali da leggere dal basso verso l'alto, come consueto nella pittura trionfale e nelle narrazioni da essa derivate (colonna Traiana, colonna di Marco Aurelio, ecc.).
Le scene sono:
- Primo pannello (Sud-Est), Avvenimenti della prima guerra del 195:
  - Partenza delle truppe romane dall'accampamento (registro inferiore)
  - Scontro tra Romani e Parti (registro centrale)
  - Liberazione di Nisibis e fuga del re dei Parti Vologase V (registro superiore a destra)
  - Adlocutio all'esercito di Severo sul suggesto, coi figli e gli alti ufficiali (registro superiore a sinistra)
- Secondo pannello (Nord-Est), Avvenimenti della seconda guerra del 197-198:
  - Partenza delle truppe con le macchine da assedio (grande ariete testudinato) alla volta di Edessa, che spalanca le porte in segno di accoglienza e invia dignitari e vessilli per sottomettersi (registro inferiore)
  - Sottomissione del re di Osroene Abgar VIII, il cui esercito si mescola a quello romano e viene poi arringato dall'imperatore (registro centrale)
  - Concilium imperiale in un castrum presso un ariete (registro superiore a destra)
  - Profectio per la penetrazione in suolo nemico (registro superiore a sinistra)
- Terzo pannello (Nord-Ovest):
  - Avvicinamento dei Romani a Seleucia, da dove i Parti fuggono a cavallo (registro inferiore)
  - I Parti si arrendono supplichevoli a Severo (registro centrale)
  - Severo fa l'ingresso nella città conquistata (registro superiore)
- Quarto pannello (Sud-Ovest): 
  - Assedio con le macchine da guerra alla capitale dei Parti, Ctesifonte (registro centrale), dalla quale fugge a piedi il re Vologases (estrema destra in basso)
  - Scena non identificata, con cavalieri a piedi nella rappresentazione di Ctesifonte (forse l'elevazione di Caracalla al titolo di Augusto, che avvenne in quell'occasione, registro superiore a destra)
  - Adlocutio di Severo (registro superiore al centro)
  - Un cavaliere in piedi che allude al ritorno dalla spedizione (angolo in alto a sinistra)

### Profilo artistico

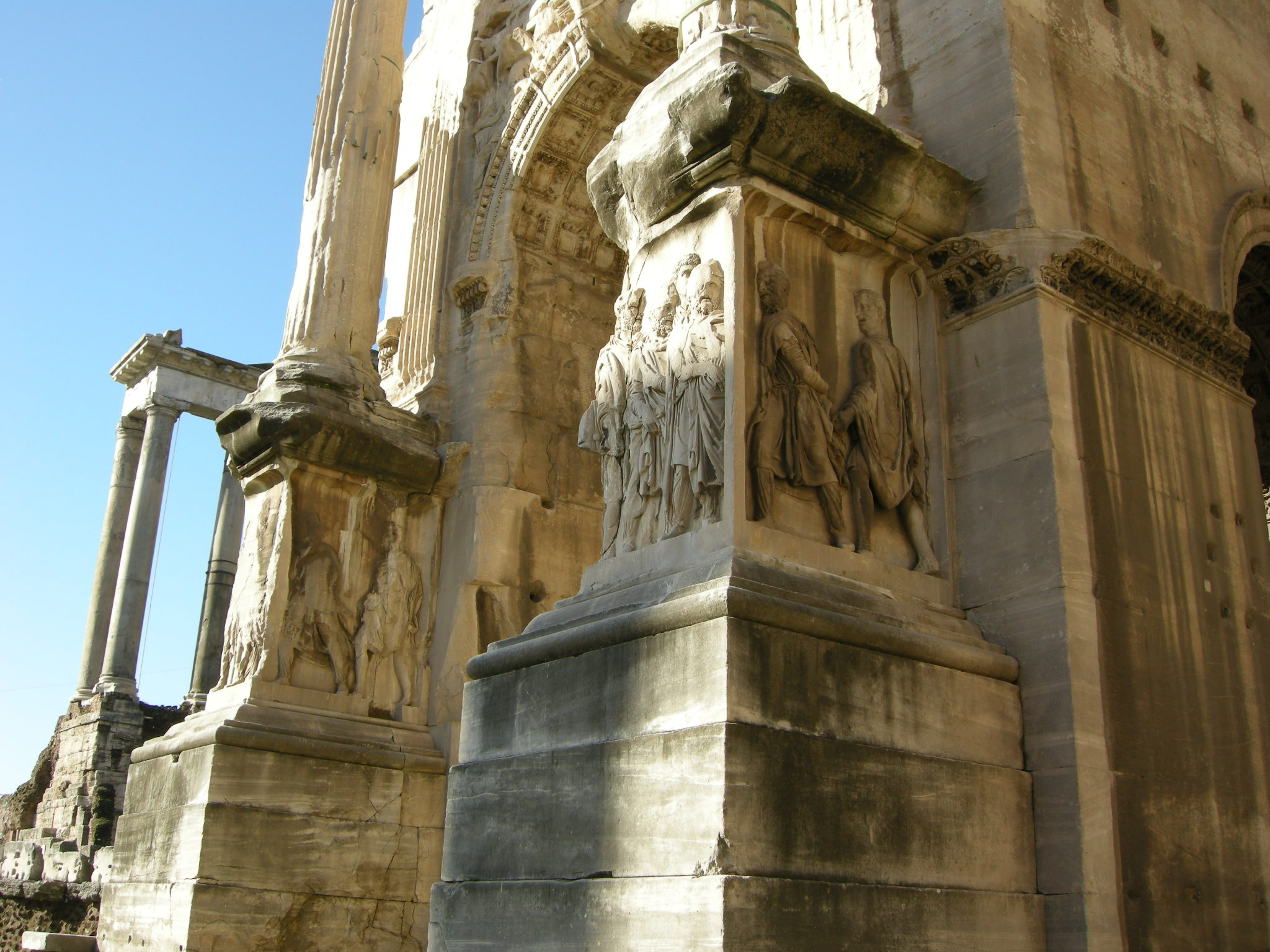
I rilievi sui plinti

La decorazione accessoria segue lo stile classico dell'arte ufficiale ed è tesa a esaltare con simboli e allegorie l'eternità e l'universalità dell'Impero (le stagioni, i fiumi della Terra), oltre alla gloria degli imperatori (Vittorie, prigionieri). Forte è la connotazione chiaroscurale.
Le scene scolpite vennero probabilmente create usando come modello le pitture che narravano i fatti della guerra inviate dalla Mesopotamia al Senato in preparazione del trionfo, che poi venne rimandato dall'imperatore e mai celebrato. I modelli più diretti per i rilievi furono sicuramente le due colonne coclidi, cioè quella Traiana e quella Aureliana, in particolare la seconda per la tecnica narrativa molto essenziale, qui ancora più riassuntiva e schematica.
L'ambientazione delle scene è unica, con un generico paesaggio roccioso (ottenuto bucherellando la superficie del marmo), con accenni di fiumi (come il Tigri nel pannello di Nord-Ovest) e le schematiche raffigurazioni di città. La narrazione in alcuni punti è continua, in altri mostra scene isolate, istantanee. La comprensione dei fatti è spesso affidata a gesti eloquenti e situazioni facilmente intelligibili.
Da un punto di vista stilistico alcuni storici hanno individuato due maestri, anche se almeno tutti i pannelli e il fregio sopra i fornici laterali sono opera unitaria, con stringenti affinità con la colonna di Marco Aurelio, di pochi anni anteriore. Qui però si registra la tendenza ad isolare maggiormente le figure dallo sfondo tramite netti sottosquadri a quella di preferire una rappresentazione piatta, pittorica.
Uno dei pannelli più significativi è quello dell'Assedio e presa di Ctesifonte, dove è particolarmente evidente l'uso del trapano, che crea zone profonde con forti ombreggiature alternate a quelle in luce sulla superficie, dando un effetto coloristico già visibile in alcune opere sin dall'età di Antonino Pio.
Ma una novità ancora più eclatante è la rappresentazione della figura umana, ormai appiattita in scene di massa ben lontane dalla visione "greca" della rappresentazione dell'individuo isolato e plastico. Si tratta di una testimonianza evidente della nascita di nuovi stilemi legati al filone dell'arte "provinciale e plebea" che dominarono l'arte tardoantica sfociando poi nell'arte medievale. Funzionari, artisti e imperatori stessi infatti provenendo dalle province portarono a Roma, con un'influenza sempre crescente, i caratteri dell'arte tipici proprio dei loro territori d'origine (non è corretto quindi parlare di una "decadenza" dell'arte).
Un altro segno evidente di queste nuove tendenze è la figura dell'imperatore che, circondato dai suoi generali, arringa la folla durante l'adlocutio: non siamo ancora agli ingigantimenti gerarchici tipici delle raffigurazioni imperiali del IV secolo, ma già l'imperatore si trova su un piano rialzato, emergendo sulla massa dei soldati come un'apparizione divina.
Queste tendenze furono ancora più evidenti nell'Arco di Costantino, del secolo successivo.